# Tranvia Lucca-Maggiano
La tranvia Lucca-Maggiano rappresentava il completamento ad ovest della linea tranviaria che collegava tale città con Pescia e Monsummano. Aperta per tappe fra il 1911 ed il 1912, la tranvia a trazione elettrica percorreva parte della via Sarzanese, mantenendosi sulla sede stradale. L'impianto venne soppresso nel 1938.

## Storia
La storia della Lucca-Maggiano è strettamente legata a quella della linea per Pescia e Monsummano, con cui condivideva il capolinea e la società di gestione.
Con regio decreto n. 1000 del 12 agosto 1911 venne accordata alla Società Anonima per la Tranvia Lucca-Pescia Monsummano (Tranvie Elettriche Lucchesi) la concessione per l'esercizio dell'impianto, il cui primo tratto da Lucca a Ponte San Pietro era stato nel frattempo costruito. L'inaugurazione fino a tale località avvenne il 10 luglio 1911.
Un anno dopo, il 20 giugno 1912, fu attivato il completamento fino a Maggiano.
La crisi economica che negli anni trenta comportò per la società concessionaria l'impossibilità di mantenere gli impianti in efficienza per cui, approfittando del finanziamento destinato alla riduzione dei servizi ad impianto fisso concessa dal decreto n. 1469 del 14 ottobre 1932, si attuò una radicale trasformazione della società e del servizio stesso.
L'arrivo alla presidenza di Jacopo Lazzi, contitolare dell'omonima società di trasporti automobilistici, coincise con un sostanziale ridimensionamento della rete tranviaria, con la chiusura fra le altre della Lucca-Maggiano avvenuta nel 1938.

## Caratteristiche tecniche
|  | Unknown route-map component "uexKBHFa" |

|  | Unknown route-map component "uexHST" |

|  | Unknown route-map component "uexBHF" |

|  | Unknown route-map component "uexWBRÜCKE1" |

|  | Unknown route-map component "uexHST" |

|  | Unknown route-map component "uexHST" |

| Unknown route-map component "uexKDSTaq" | Unknown route-map component "uexABZg+r" |

|  | Unknown route-map component "uexBHF" |

|  | Unused urban continuation forward |

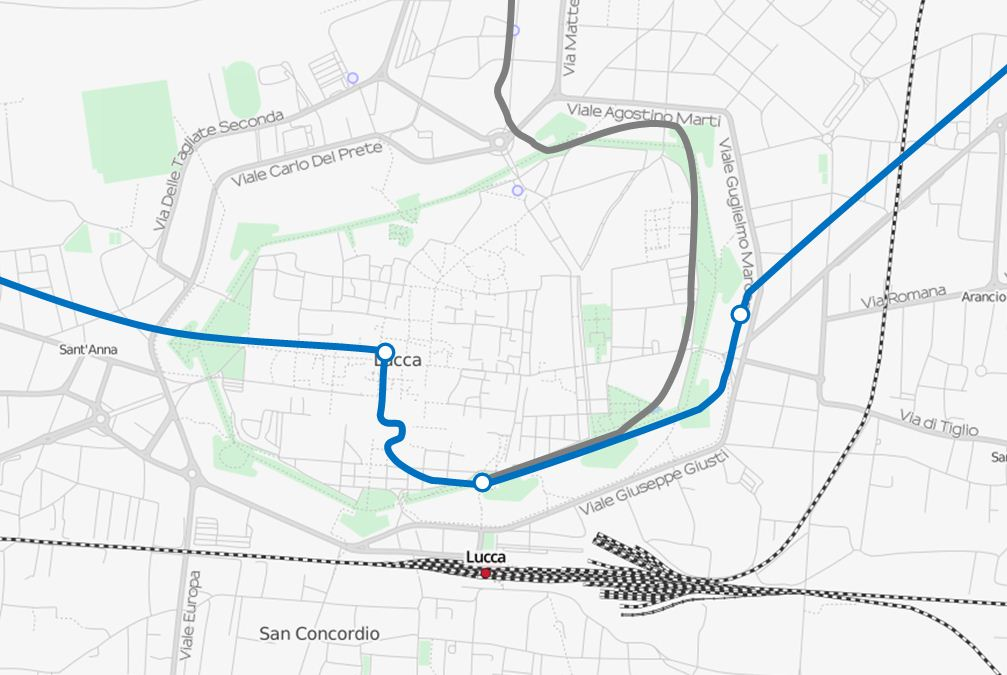
Pianta delle linee tranviarie a Lucca

Realizzata, come detto, sul sedime stradale della via Sarzanese, la linea iniziava all'interno delle mura di Lucca di fronte al teatro del Giglio. Da qui, con un tratto prevalentemente rettilineo, i tram uscivano dal centro attraversando la porta Vittorio Emanuele.
In località Sant'Anna, il primo sobborgo che si trova fuori le mura, era presente una rimessa tranviaria. Tale edificio, in seguito destinato ad autorimessa per la Fratelli Lazzi, negli anni Duemila è stato oggetto di un intervento di demolizione e ricostruzione che ha coinvolto anche l'edificio civile all'angolo di via Francesco Geminiani ed ha comportato il conservativo delle facciate.
La linea, a scartamento metrico ed alimentata alla tensione continua di 850 V,  proseguiva dunque in direzione ovest ancora in rettilineo, sul margine destro della Sarzanese, fino ad incontrare il ponte sull'ansa del Serchio che precede appunto la località Ponte San Pietro. Dopo ulteriori 3 chilometri di percorso in salita, dove la pendenza massima raggiungeva il 52 per mille, la tranvia aveva capolinea all'inizio di Maggiano.

### Materiale rotabile
Il materiale rotabile impiegato, comune con quello della linea Lucca-Monsummano, era costituito da 25 elettromotrici acquisite con più ordinazioni fra il 1908 ed il 1911. Per una descrizione complessiva di tale parco motore si rimanda all'apposita sezione contenuta nella voce di descrizione della citata linea per Monsummano.